# Brigitte Zimmermann
Brigitte Zimmermann (* 22. Mai 1939 in Sagan, Provinz Schlesien) ist eine deutsche Journalistin.

## Leben
Zimmermann wuchs als Tochter einer Verkäuferin und eines Dekorateurs in Weimar auf. Ihre Mutter siedelte von der DDR in die Bundesrepublik über. Als Konsequenz darauf war es für Zimmermann nicht möglich, unmittelbar nach dem Abitur ein Studium zu beginnen. Stattdessen arbeitete sie ab 1958 drei Jahre lang in einer Tischlerei des VEB Mähdrescherwerk in Weimar.
Zum Journalismus kam Zimmermann über einen Jugendkorrespondentenlehrgang des FDJ-Zentralorgans Junge Welt. Die Junge Welt übernahm Zimmermanns Ausbildung und beschäftigte sie anschließend als Gerichtsreporterin. Insgesamt war sie von 1962 bis 1978 Redakteurin der Jungen Welt: von 1966 bis 1970 Abteilungsleiterin, anschließend stellvertretende Chefredakteurin. 1965 und 1966 besuchte Zimmermann die Komsomol-Hochschule in Moskau. 1968 machte sie ihren Abschluss an der Fachschule für Journalistik in Leipzig. Neben ihrer Arbeit für die Junge Welt war sie 1973/74 überdies kommissarische Chefredakteurin der Studentenzeitschrift Forum.
Nach ihrer Zeit bei der Jungen Welt war Zimmermann von 1978 bis 1982 Mitarbeiterin beim Zentralrat der FDJ, wo sie engen beruflichen Kontakt zu Egon Krenz pflegte. Die Zusammenarbeit mit Krenz beschreibt Zimmermann als "konfliktgeladen, aber auch aufrichtig". Die Differenzen führten dennoch zum Ende dieser Kooperation.
Zwischen 1983 und 1991 war Zimmermann Chefredakteurin der Wochenpost. In diesen Zeitraum fiel als Reaktion auf die Deutsche Wiedervereinigung die Umstrukturierung der Zeitung: Die Zahl der Abonnenten musste gegen die neue Konkurrenz in Form von Zeitungen aus den alten Bundesländern verteidigt sowie besonders systemnahe Journalisten ersetzt werden. Anschließend wurde Zimmermann stellvertretende Chefredakteurin beim Neuen Deutschland, bis sie sich 1999 als Journalistin selbständig machte. Sie schrieb bis 2003 satirische Kolumnen für das Neue Deutschland.